# Das Herz von St. Pauli (Film)
Das Herz von St. Pauli ist ein deutscher Spielfilm aus dem Jahr 1957 mit Hans Albers, Gert Fröbe und Hansjörg Felmy in den Hauptrollen.

## Handlung
In Hamburg betreibt der Ex-Kapitän Jonny Jensen die Bar „Das Herz von St. Pauli“. Beliebt bei den Stammgästen, die er mit der Ziehharmonika unterhält, läuft das Geschäft allerdings nicht gut – Jensen schuldet dem Finanzamt schon 6000 DM. Sein Sohn Hein drängt ihn, „Jabo“ Jabowski als Geschäftspartner zu gewinnen. Jabowski hat Hein in der Hand, da dieser für ihn gestohlene Ware nach Dänemark geschmuggelt hat. Hein überzeugt seinen Vater, auf Jabowskis Angebot einzugehen.
Heins Bruder Fiete ist Hauptwachtmeister der Hamburger Polizei. Er glaubt, Jabowskis Partner Tanne wiederzuerkennen, kann ihn aber nicht einordnen.
Tatsächlich hat Jabowski vor, den Rumkeller des Lokals als Umschlagplatz für geschmuggelte Ware zu nutzen. Bei einer Autofahrt nimmt er die 17-jährige Anhalterin Helga Neumann mit, verspricht ihr einen Arbeitsplatz im „Herz von St. Pauli“.
Inzwischen versucht Tine Jensen, ihren Freund Harry Pingel dazu zu bringen, ihr endlich einen Antrag zu machen. Seine spießigen Eltern, die eine Möbelfabrik betreiben, wollen von einer Hochzeit zwischen ihm und der Tochter eines Gastwirts aber nichts wissen.
Nach dem Umbau muss Käpt’n Jensen feststellen, dass Jabowski aus dem Lokal einen Nachtclub gemacht hat, in dem er Jensen als den „letzten Volkssänger von St. Pauli“ auftreten lassen will. Zuerst weigert er sich, doch seine Familie kann ihn überzeugen, auf die Bühne zu gehen. Tatsächlich wird sein Auftritt ein großer Erfolg, doch Jensen fühlt sich verkauft. Auch seine Tochter Tine ist unglücklich, denn ausgerechnet an diesem Abend besucht ihr Freund Harry mit seinen Eltern das Lokal. Besonders seine Mutter ist von den leicht bekleideten Mädchen auf der Bühne alles andere als begeistert.
Jabowski versucht inzwischen, Helga herumzukriegen, doch sie geht nicht auf sein Angebot ein, woraufhin er sie entlässt. In Tränen aufgelöst erzählt sie die Geschichte Trudchen Meyer, Jensens Freundin. Jensen macht Jabowski klar, dass Helga auf keinen Fall ihre Stelle verlieren wird, nur weil sie sich weigert, mit ihrem Chef zu schlafen. Helga wird bei den Jensens untergebracht.
Mia, Jabowskis Geliebte, hat herausgefunden, dass Helga erst 17 ist und somit noch nicht in einem Nachtclub arbeiten darf. In ihrer Eifersucht auf die junge Frau gibt sie der Polizei einen Tipp.
Am nächsten Tag unternimmt Jensen auf Bitte seiner Tochter hin eine Tagesfahrt nach Helgoland. Den Grund dafür findet er schnell heraus: An Bord befinden sich Mitglieder des Bunds Deutscher Möbelfabrikanten – darunter auch die Familie Pingel. Da er seine alte Uniform trägt, hält man ihn für den Kapitän. Mutter Pingel, die am Vorabend das Lokal verlassen hatte, bevor Jensen seinen Auftritt hatte, ist begeistert von ihm. Nun steht der Hochzeit von Tine und Harry nichts mehr im Wege.
Inzwischen hat Tanne mit einigen angeheuerten Einbrechern in Bremen ein Juweliergeschäft ausgeraubt. Die Beute wird in Rumfässern versteckt im Keller der Bar untergebracht.
Fiete geht dem Tipp nach, dass in der Bar eine Minderjährige beschäftigt ist. Jabowski behauptet nun, Helga entlassen zu haben, weil sie noch keine 18 Jahre alt war und Jensen dies ignoriert hätte. Fiete fordert Helga auf, das Lokal zu verlassen. Es kommt zu einem Streit zwischen ihm und Hein, der inzwischen mit Helga zusammen ist. Jensen kommt gerade noch rechtzeitig, um eine Schlägerei zu verhindern. Er stellt Hein zur Rede, dieser beichtet ihm, dass er drei Jahre zuvor ein Paket mit gestohlenen Uhren nach Kopenhagen gebracht hat. Enttäuscht und wütend auf seinen Sohn wirft Jensen ihn aus dem Haus.
Hein zieht mit Helga zusammen in eine billige Absteige, doch da er kein Geld hat, will er auf dem Frachter Orion anheuern. Doch die Polizei hat die Spur des gestohlene Schmucks bis nach Hamburg verfolgt. Fiete erkennt auf einem Foto einen der Tatverdächtigen wieder, er hatte ihn zusammen mit Tanne gesehen. Die Polizei durchsucht daraufhin die Kellerräume des Lokals und findet die gesuchte Beute. Als Hein erfährt, dass sein Vater als Mittäter unter Arrest gestellt werden soll, stellt er sich der Polizei und packt über Jabowski aus. Dieser ist mit seinen Komplizen untergetaucht und will mit einem gefälschten Pass über die Grenze. Als er mit einer Barkasse fliehen will, kann sich Jensen an Bord schleichen und ihn überwältigen.

## Hintergrund
Drehort war Hamburg. Der Film basiert auf dem gleichnamigen Roman von Eberhard von Wiese, zuerst im Hamburger Abendblatt veröffentlicht, später in Buchform beim Bertelsmann-Verlag. Mathias Matthies und Ellen Schmidt waren für die Bauten zuständig, Heinz-Günter Sass war Produktionsleiter, Gyula Trebitsch Herstellungsleiter. Die Uraufführung erfolgte am 17. Dezember 1957 in Hamburg, City.
Für einen Film dieser Zeit bemerkenswert sind mehrere Szenen, in denen Frauen oben ohne zu sehen sind.

## Musik
Hans Albers singt Das Herz von St. Pauli, Ja, das Leben, Weine nicht und Das letzte Hemd hat leider keine Taschen. Eine rockige Version des Titelsongs von der Gruppe Phantastix ist das offizielle Fanlied bei Fußballspielen des FC St. Pauli.

## Kritiken
- Der Filmdienst sah in Das Herz von St. Pauli einen mit einer simplen Kriminalhandlung gestreckten Unterhaltungsfilm und bezeichnete lediglich einige Außenaufnahmen als „stimmungsvoll“. Ansonsten handle es sich um den recht plumpen Versuch, durch das Star-Image von Hans Albers und Anleihen an den Film Große Freiheit Nr. 7 auf Publikumsfang zu gehen.[3]